# إليزابيث هاريسون
إليزابيث هاريسون (بالإنجليزية: Elizabeth Harrison)‏ هي أكاديمية أمريكية، ولدت في 1 سبتمبر 1849 في Athens, Kentucky ‏ في الولايات المتحدة، وتوفيت في 31 أكتوبر 1927 في سان أنطونيو في الولايات المتحدة.

## وصلات خارجية
- إليزابيث هاريسون على موقع الموسوعة البريطانية (الإنجليزية)